# Ranham

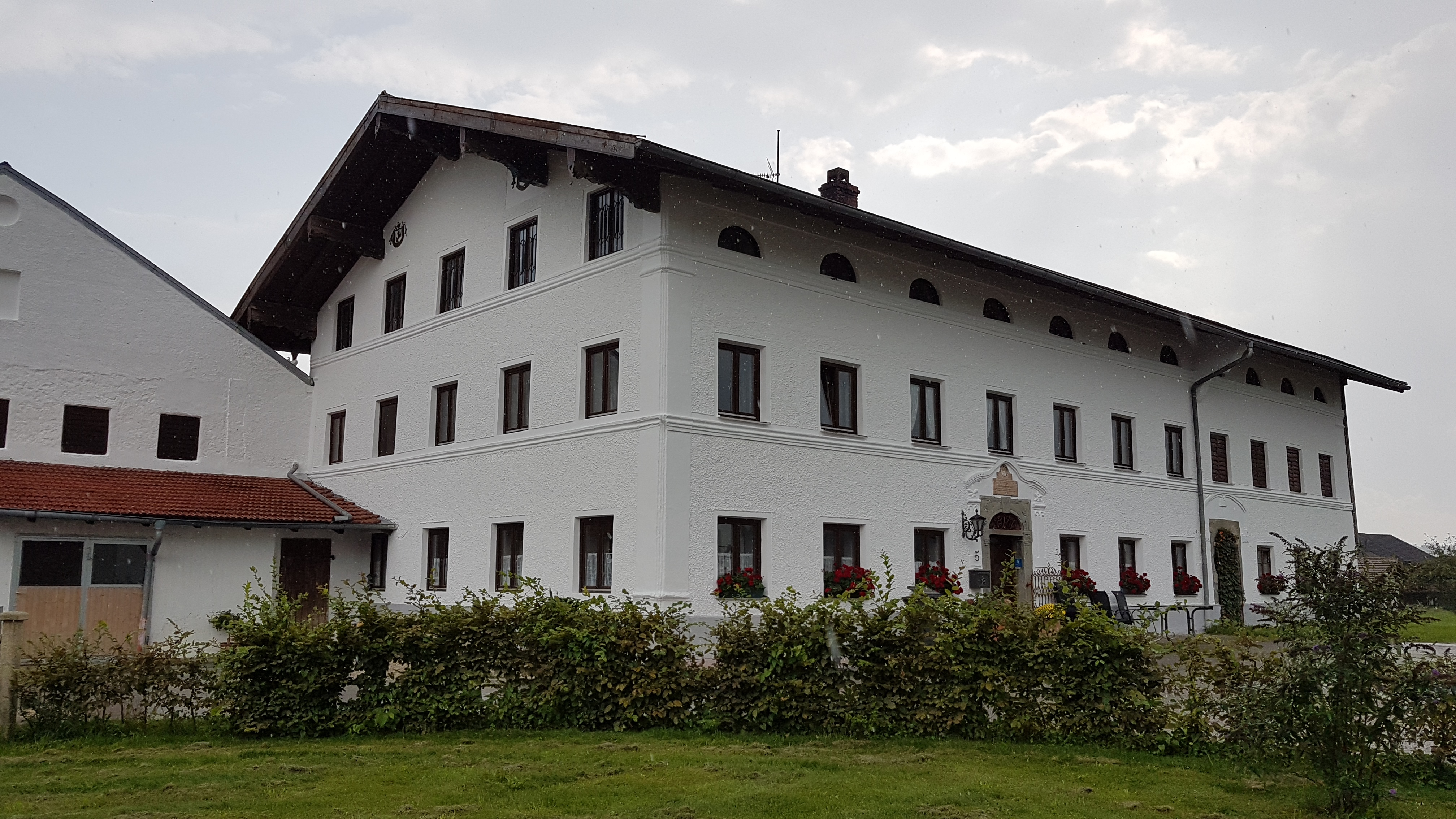
Hauptgebäude des denkmalgeschützten Vierseithofs Ranham 5

Der Weiler Ranham mit etwa 40 Einwohnern ist ein Gemeindeteil von Palling im oberbayerischen Landkreis Traunstein. Der Ort liegt zwei Kilometer nordöstlich des Gemeindehauptortes an der Straße nach Tyrlaching. Ranham hat eine weileruntypische Besonderheit: Im Ort befinden sich drei denkmalgeschützte Kapellen.

## Geschichte
Der Ort wurde 1382 als Reinhaim (was "Heim an einem Abhang" bedeutet) erstmals urkundlich erwähnt. Weitere Erwähnungen fanden 1443 (Ränhaim) und 1832 (Ranheim) statt. Ranham war bis zur Gemeindebildung im Jahr 1818 eine namensgebende Obmannschaft (mit Allerding, Baumham, Genetsham, Grafetstetten, Hörmetsham, Kamping und dem Ort selbst) im Amt Palling (Landgericht Tittmoning).

## Baudenkmäler

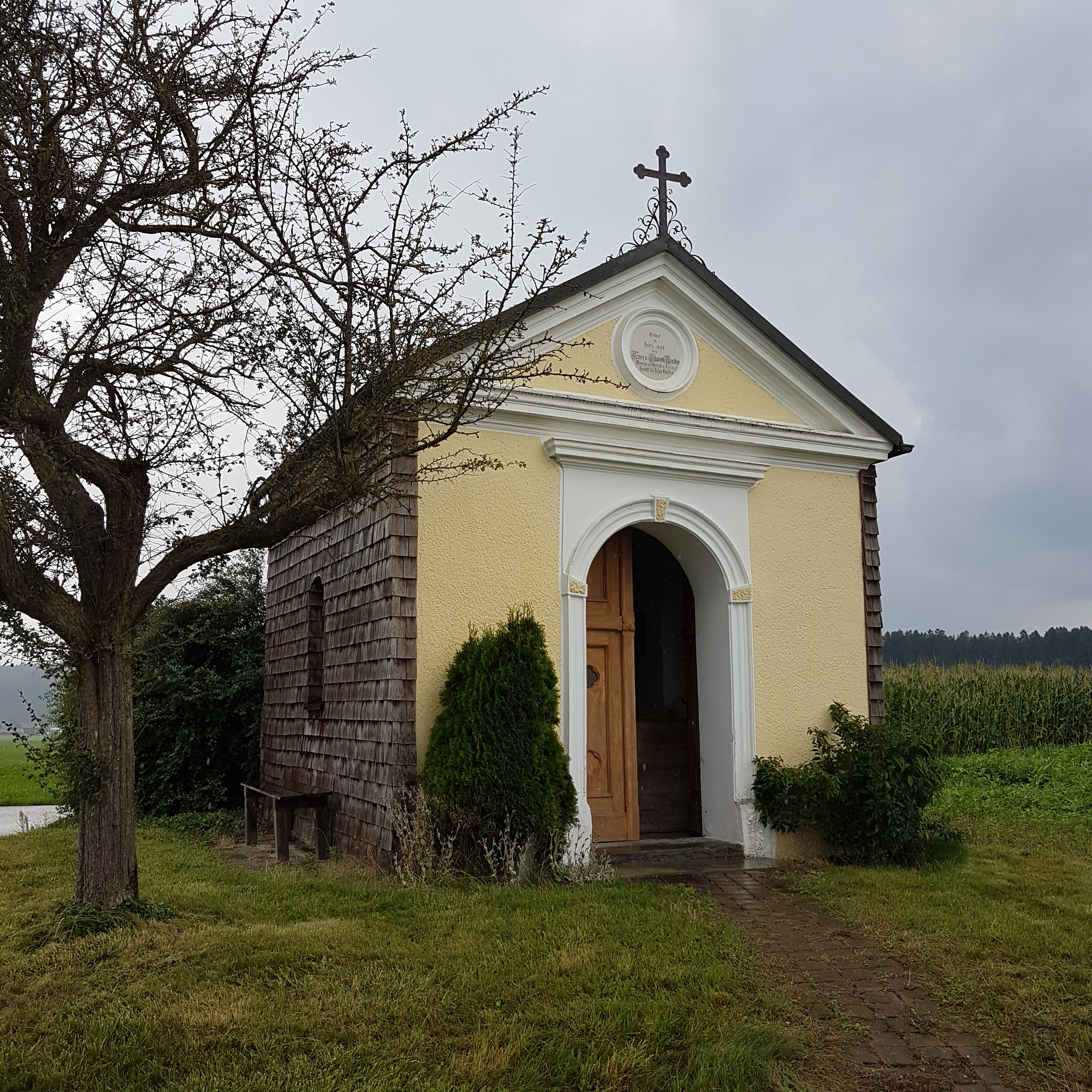
Kapelle am Nordrand von Ranham

Siehe auch: Liste der Baudenkmäler in Ranham
- Heindlmaier-Vierseithof (Ranham 5): Der von Mathias und Maria Huber im Jahr 1846 errichtete Vierseithof besteht aus einem noblen Wohnstallhaus (Nordflügel) mit Putzgliederung, Böhmischen Stallgewölben und zwei reich dekorierten Sandsteinportalen mit geschnitzten Türen und Oberlichtgittern; einer sogenannten Hütte (Westflügel) mit Remise und Getreidekasten im Obergeschoss, einem Stallstadel (Ostflügel) mit gewölbtem Stall und Bundwerk, und einem Stadel (Südflügel) mit reichem Bundwerk. Das Baujahr ist an jedem Gebäude angegeben.
- Kapelle am nördlichen Ortsrand aus dem Jahr 1890 im neuromanischen Stil, an der Straße nach Grafetstetten. In die Apsis ist eine Mariengrotte eingebaut.
- Kapelle im südlichen Ortseingang aus dem Jahr 1910 mit neugotischen Portal. Das Altarbild zeigt eine Mariendarstellung.
- Hofkapelle im nordöstlichen Ortseingang, ebenfalls aus dem Jahr 1910, im neugotischen Stil. Im Altarschrein befindet sich eine Kopie der Altöttinger Madonna.